# Prêmio Sharp de Música Brasileira de 1988
O Prêmio da Música Brasileira de 1988, também conhecido como Prêmio Sharp de Música de 1988, foi a primeira edição da premiação. A cerimônia aconteceu no dia 31 de maio de 1988, no Teatro do Hotel Nacional.
O Conselho que elegeu os vencedores era presidido por Mário Henrique Simonsen e constituído por 25 jurados, dentre os quais estavam Rita Lee, Marília Pêra, Nelson Motta, Dominguinhos, Martinha, Luiz Gonzaga, Dorival Caymmi, Rolando Boldrin, Antonio Adolfo, Arthur Moreira Lima, Diogo Pacheco, Hermínio Bello de Carvalho, Júlio Medaglia, Paulo Moura, Zé Maurício Machline e Zuza Homem de Mello.

## Homenageado
Vinicius de Moraes

## Categoria infantil
- Melhor disco: Canção de Todas as Crianças de Toquinho
- Melhor música: "Imagem" de Toquinho

## Categoria regional
- Melhor arranjador: Paulo Pugliese e Zeca Amaral
- Melhor cantor: Dominguinhos
- Melhor cantora: Marinês
- Melhor disco: Luiz Gonzaga
- Melhor dupla: Chrystian e Ralf
- Melhor grupo: Chiclete com Banana
- Melhor música: "Sempre Você" de Dominguinhos
- Melhor revelação masculina: Djalma Oliveira

## Categoria canção popular
- Melhor arranjador: Lincoln Olivetti
- Melhor cantor: Jessé
- Melhor cantora: Rosana
- Melhor disco: José Augusto
- Melhor grupo: Roupa Nova
- Melhor música: "Chuva de Verão" de José Augusto
- Melhor revelação feminina: Claudia Matarazzo[4]

## Categoria samba
- Melhor arranjador: Ivan Paulo
- Melhor cantor: Roberto Ribeiro
- Melhor cantora: Alcione
- Melhor disco: Marçal
- Melhor grupo: Fundo de Quintal
- Melhor música: "Nas Rimas do Amor" de Beth Carvalho
- Melhor revelação feminina: Ircea
- Melhor revelação masculina: Dunga

## Categoria pop/rock
- Melhor arranjador: Nico Rezende
- Melhor cantor: Cazuza
- Melhor cantora: Marina Lima
- Melhor disco: Virgem, de Marina Lima
- Melhor grupo: Legião Urbana
- Melhor música: "Preciso Dizer Que te Amo" de Cazuza, Dé Palmeira e Bebel Gilberto
- Melhor revelação feminina: Via Negromonte
- Melhor revelação masculina: Nei Lisboa

## Categoria MPB
- Melhor arranjador: Dori Caymmi
- Melhor cantor: Milton Nascimento
- Melhor cantora: Gal Costa
- Melhor disco: Tom Jobim de Tom Jobim
- Melhor grupo: MPB4
- Melhor música: "Passarim" de Tom Jobim
- Melhor revelação feminina: Loly
- Melhor revelação masculina: Victor Hugo

## Categoria especial
- Música do ano: "Passarim" de Tom Jobim
- Projeto visual: Elifas Andreato por Coração Malandro de Martinho da Vila
- Contribuição nacional: Roberto Carlos

## Categoria clássico
- Melhor disco: Orquestra Sinfônica Brasileira

## Categoria instrumental
- Melhor arranjador: Sivuca e Rildo Hora
- Melhor disco: Turibio Santos
- Melhor grupo: Hermeto Pascoal e Grupo
- Melhor solista: Turibio Santos